# Buenavista Protected Landscape
Das Buenavista Protected Landscape liegt auf der Insel Luzon, Philippinen. Es wurde am 23. April 2000 auf einer Fläche von 284 Hektar in der Provinz Quezon auf den Gemeindegebieten von Mulanay, Barangay Buenavista, und wurde nach den Richtlinien des NIPAS-Gesetzes 7586 mit der Anweisung 294 eingerichtet. 
Das Naturschutzgebiet liegt ca. 170 km südöstlich von Manila, ca. drei Kilometer nördlich des Gemeindezentrums von Mulanay  entfernt und es umfasst größere Regenwaldbestände in der Provinz Quezon. Das Naturschutzgebiet umfasst ein Höhenprofil bis 300 Meter auf der Bondoc-Halbinsel. 
Das Naturschutzgebiet beherbergt ein weites Spektrum der Flora und Fauna der Philippinen. Von der Flora sind Bestände der Myrobalanen (Terminalia Microcarpa) bekannt. Von der Fauna sind Bestände verschiedener Arten der Säugetiere, Reptilien, Amphibien und Insekten bekannt, wie dem Tariktik-Hornvogel, dem Bindenwaran (Varanus salvator) und verschiedener Wildenten bekannt. 

## Quelle
- Investitionstudie des DENR in der Region Calabarzon (Seite nicht mehr abrufbar, festgestellt im Juni 2020. Suche in Webarchiven)
- Der Nationalpark auf der Seite des PAWB (Protected Areas and Wildlife Bureau)